# Gunoi spațial
Termenul de gunoi spațial se referă la resturile de la sateliții scoși din funcțiune, fragmente din stații spațiale și rachete vechi, care orbitează in jurul Pământului.
Deșeurile spațiale mari includ etajele superioare ale vehiculelor de lansare spațială și sateliții artificiali care și-au încheiat misiunea. Dar majoritatea resturilor spațiale rezultă din explozia accidentală a navelor spațiale sau, recent, din ciocnirea acestora. Dimensiunea acestor resturi poate varia de la o fracțiune de milimetru până la dimensiunea unui autobuz. Resturile spațiale, al căror volum este în creștere, reprezintă o amenințare din ce în ce mai mare pentru aplicațiile spațiale, care joacă acum un rol esențial în domeniile prognozării meteo, poziționării și telecomunicațiilor.
În 2022, există 36.000 de resturi mai mari de 10 cm în diametru. Printre acestea se numără 5.000 de sateliți inactivi pe orbita joasă, 5.400 de gunoaie spațiale mai mari de 1 m pe orbita geostaționară și, conform unui model statistic al ESA, 900.000 de obiecte mai mari de 1 cm și 130.000.000 de obiecte mai mari de 1 mm.
Gunoaiele spațiale situate pe o orbită mai joasă de 400 de kilometri sunt eliminate după aproximativ douăzeci de ani deoarece altitudinea lor scade ca urmare a pierderii vitezei din cauza frecării în atmosfera reziduală. Ele ajung să ardă în atmosfera Pământului în timpul reintrării lor în atmosferă. Însă numărul lor este în continuă creștere datorită activității spațiale (în special lansării nanosateliților), iar această eliminare naturală are loc după sute de ani o dată ce orbita lor este mai înaltă de 700 km.
Aceste gunoaie reprezintă cea mai semnificativă manifestare a poluării spațiale, iar în 2021 reprezenta o amenințare foarte serioasă pentru navele spațiale operaționale pe orbită joasă (la mai puțin de 2.000 de kilometri altitudine). Viteza medie de ordinul a 8 km/s a obiectelor care circulă la această altitudine le conferă o energie cinetică foarte mare: impactul asupra unui satelit a unor resturi spațiale de ordinul unui centimetru în diametru este echivalent cu cel al unei nicovale în cădere liberă, iar dincolo de această dimensiune distrugerea navei spațiale este aproape sigură.
Doar gunoaiele mai mari de 10 cm care circulă pe orbită joasă pot fi urmărite sistematic, folosind sisteme de supraveghere care folosesc în principal radare și telescoape terestre. Atunci când traiectoria deșeurilor spațiale catalogate poate reprezenta o amenințare, operatorii schimbă orbita satelitului amenințat. Însă gunoaiele de dimensiuni mai mici nu pot fi evitate și acestea se înmulțesc în timp. În încercarea de a reduce riscul asociat cu gunoaiele spațiale mici care nu pot fi urmărite, producătorii de nave spațiale adaugă în unele cazuri ecrane care pot opri gunoaiele mici (de ordinul unui centimetru).
Cu toate acestea, cea mai eficientă măsură este limitarea cantității de gunoaie spațiale produse. Principalele agenții spațiale, în încercarea de a limita ceea ce este identificat ca o amenințare la adresa continuării pe termen mediu a activității spațiale, au emis recomandări menite să reducă fenomenul, în special prin limitarea numărului de resturi generate în momentul desfășurării a satelitului, prin declanșarea reintrării în atmosfera terestră a treptei superioare a lansatorului și prin asigurarea, la sfârșitul duratei sale de viață, că, pe de o parte, toate sursele de explozie sunt neutralizate și că, pe de altă parte, dacă satelitul circulă pe o orbită joasă să fie plasat pe o orbită care garantează reintrarea în atmosferă în termen de 25 de ani.
Conform acestor recomandări, sateliții care circulă pe orbită geostaționară trebuie plasați pe o orbită cimitir. În lipsa unui acord internațional, aceste prevederi, care cresc semnificativ costurile de lansare, rămân recomandări care, totuși, tind să fie aplicate de către principalii jucători. Dar un nou risc a apărut la sfârșitul anilor 2010, odată cu proliferarea CubeSats și punerea pe orbită a constelațiilor de sateliți (Starlink, OneWeb etc.) cu sute sau chiar mii de unități, care vor crește, în proporții fără precedent, riscurile de ciocnire, în anii următori.

## Definiție
Un gunoi spațial este definit ca un obiect artificial (fabricat de om) care se află pe orbită în jurul Pământului și care nu este  sau nu mai este utilizat. Un satelit artificial, când ajunge la capătul misiunii sale, devine un gunoi spațial. Etajul superior al unui lansator, rămas pe orbită, după ce și-a îndeplinit sarcina, este și el un gunoi spațial.

## Originea gunoaielor spațiale

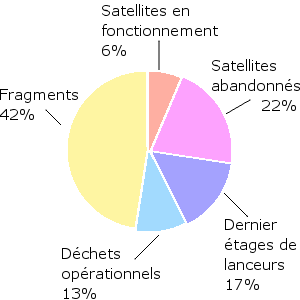
Repartizarea gunoaielor potrivit originii lor: Diagramă care oferă defalcarea resturilor spațiale (inclusiv sateliții activi) în funcție de locul din care provin.
Galben: Fragmente 42 %;, Roșu: Sateliți în funcțiune 6 %; Violet: Sateliți abandonați 22 %; Albastru închis: Ultimele trepte ale lansatoarelor 17 %; Albastru deschis: Deșeuri operaționale 13 %

După debutul erei spațiale (prin lansarea satelitului sovietic Sputnik 1, la 4 octombrie 1957) peste  5.000 de nave spațiale au fost lansate în spațiu de către diferitele puteri spațiale de pe planetă. Majoritatea dintre acestea (în jur de 4.800 în 2007) au fost plasate pe o orbită terestră și câteva sute, sondele spațiale, au părăsit mediul imediat înconjurător al Pământului pentru a explora Luna sau celelalte planete ale Sistemului Solar. Fiecare din aceste misiuni a generat un anumit număr de gunoaie spațiale.
Resturile spațiale catalogate (> 10 centimetri) au origini diferite: fragmentarea navei (52,6%), sateliți ajunși la sfârșitul vieții (24,4%), trepte de rachete (10,3%), resturi aruncate în mod deliberat în cadrul misiunilor (10,4%).

### Fragmentarea navelor spațiale pe orbită
Principala sursă de gunoaie spațiale este fragmentarea navelor spațiale pe orbită. Până în 2007 (anul distrugerii voluntare a unui satelit de către o rachetă antisatelit chineză) aproape toate gunoaiele spațiale cu durată lungă de viață aveau ca origine acest tip de eveniment. La începutul lui 2020 fragment[rile erau încă la originea a 60% din volumul gunoaielor spațiale.
Fragmentarea provine în majoritatea cazurilor dintr-o explozie internă. Această fragmentare poate apărea la zeci de ani de la lansare. Au existat astfel între 0 și 9 fragmentări pe an, între 1960 și 2018 și un total de 242 de astfel de evenimente, la această dată (aproximativ 4 pe an în medie). Procesele respective includ exploziile bateriilor, exploziile de mare energie provocate de prezența combustibililor în rezervoare, implozia rezervoarelor aflate în mod normal sub presiune (energie scăzută). Aceste incidente afectează mai frecvent anumiți sateliți sau anumite trepte ale rachetelor. Aceste incidente ating mai frecvent anumiți sateliți sau anumite trepte ale rachetelor. 10 misiuni din cele 5.385 de lansări de la începutul erei spațiale sunt la originea a 33 % din gunoaiele catalogate (> 10 centimetri). 